# Nova Alvorada
Nova Alvorada é um município brasileiro da região norte do estado do Rio Grande do Sul. Sua população estimada é de 3.698 pessoas (IBGE/2021). Foi emancipada em 1988. 